# Evan's Remains
『Evan's Remains』は、アルゼンチンのインディーゲームスタジオmaitan69が開発しWhitethorn Digitalより発売されたアクションパズルゲーム。タイトルロゴには「エヴァンの残したもの」との日本語表記が発売地域を問わず併記されている。

## 概要
謎の人物・エヴァンから指名され太平洋のとある無人島に派遣された女性ディシスが、数々の遺跡を巡り他の訪問者との出会いを経験しながら島の秘密に迫っていく物語。ゲーム画面はサイドビューのドット絵で描写され、会話シーンを中心に展開しつつ合間にアクションパズル要素が挿入される構成となっている。
アクションパズルパートの各ステージはほぼ一画面に収まる程度の広さで、遺跡の外壁からせり出した足場のブロックを飛び移りながら画面右にある柱の上のゴール地点に辿り着くと先へ進めるようになる。多くのブロックは一度乗ると奥へ引っ込み乗れなくなる。ステージ内には、ブロックの凹凸を切り替えるブロックや乗ると高くジャンプできるブロック、別の場所へ瞬間移動するブロックなどの仕掛けがある。なお、ステージをスキップすることもできる。
2019年6月19日から7月19日にかけてKickstarterを通じたクラウドファンディングが行われ、1万ドルの目標額に対し1万2096ドルの資金が集まった。Kickstarterの募集ページでは本作について、日本のアドベンチャーゲーム・ノベルゲームである『逆転裁判』『ゴースト トリック』『ダンガンロンパ』『ゆめにっき』などから影響を受けたとしている。

## 登場人物
ディシス (Dysis)
主人公の女子大学生。最先端技術の開発を行う大企業アップブリング（Up-Bring）に所属するエヴァンから、全く面識がないにもかかわらず指名され島を訪れることになる。
仕事を引き受ける際に本名を名乗らないことを条件づけられ、島ではバニル（Vanille）と名乗る。
ニコラ (Nikola)
アップブリング社員。眼鏡をかけ白衣を着用している。
ディシスに対して、トランスミッターにより空中に映し出されるスクリーンを通じて遠隔から指示を出していたが、その後通信が途切れる。
クローバー・エモール (Clover Emor)
ディシスが島で出会う男性。島に点在している遺跡に描かれた文字をスケッチして回り、その文字列に隠されているという不老不死に関するメッセージを解読しようとしている。
島を訪れた理由は、病で余命いくばくもないディシスという名の幼い妹を救うため。後に、クローバー自身も同じ病に罹患していることを告白する。
ヴィンセント・ヴァール (Vincent Vaal)
ホームレスの男性。片目の虹彩がピンク色になっている。物語の中では過去にクローバーの家に寄宿していた時期のエピソードが随時挿入され、一部の別の場面では操作キャラクターとなる。
家を後にする日にクローバーの病のことを知り、後に再び家へ戻った際、クローバーに島の位置が示されたノートを手渡して不老不死伝説を調査するきっかけを作る。
アンドレー・エイガー (Andre Aeger)
自称探検家。身を潜めてディシスのあとをつけていたが気づかれ追及を受ける。虐められ体質で他人とのやり取りが苦手と当人は語るが、ディシスはそうした言動に疑念を抱いている。
遺跡のメッセージを解読したがその内容を知った途端に興味がなくなった、としてディシスたちのもとから去る。
エヴァン・ゴールドスティン (Evan Goldstein)
アップブリング社員。孤児の身からのし上がり財を成した神童として世界的に有名だが、ここ数年は行方不明の状態となっている。
その正体は、アンドレーとヴィンセントが共同で演じている存在で、アンドレーが陰で頭脳労働を行いヴィンセントが公の場で「エヴァン」を詐称していたが、良心の呵責に耐え兼ねたヴィンセントがアンドレーを置いて逃亡していた。
本作の出来事は、クローバーの命を救いたいというヴィンセントから依頼され、アンドレーが仕組んだものである。アンドレーは、クローバーと妹のディシスは助からないとしつつ、クローバーの夢を疑似的に叶えるため以下のようなシナリオを創作し実行に移した。
不老不死の伝説が眠るとされる島のことをヴィンセントから聞いたクローバーは、幼い妹のディシスを救うという希望に満ち溢れ、島を訪れて遺跡を巡りメッセージを解読していく（ただし、遺跡の本来のメッセージは不老不死と全く関係ないため、アンドレーにより不老不死の内容に作り替えられている）。そうした中、クローバーは別の目的で島を訪れていた女性と出会い、共に解読を続けることで徐々に仲が深まる。そして解読を終えた時、不老不死の効果は島にいる者にのみ反映され家にいる妹のもとへ持ち帰ることはできないと判明する。クローバーは落胆するが、そこで女性が口を開き、島の「不老不死」とは時を止める効果のことだと語る。女性によると、島に来てからのクローバーは不老不死の状態となっており、一方で、その間に島の外では長い年月が経過したという。そして女性は、自分は成長したディシスであると明かす。病から解放された妹がすでに自分の目の前にいたことを知ったクローバーは夢の成就を喜び、至上の幸福感に包まれながら後に死を迎える。
成長したディシス役の女優（＝主人公。つまり「ディシス」も本名ではない）は、クローバーの前での演技を依頼されたが、彼の死期が近いことは知らされていなかった。これは、兄妹の再会の場面をより劇的に演出しようというアンドレーの策で、エンディングでは、ヴィンセント、アンドレー、ニコラの3人がクローバーとディシスの墓前に花を供えた後、ヴィンセントが女優のもとへ向かい事情を説明したであろうことが示唆されている。

## 評価
- Eva Córdoba 2018 「Best PC Game」「Best Family Game」ノミネート[1]
- Mi Primer Videojuego Publicado 2018 第2位[2]